# Interbank

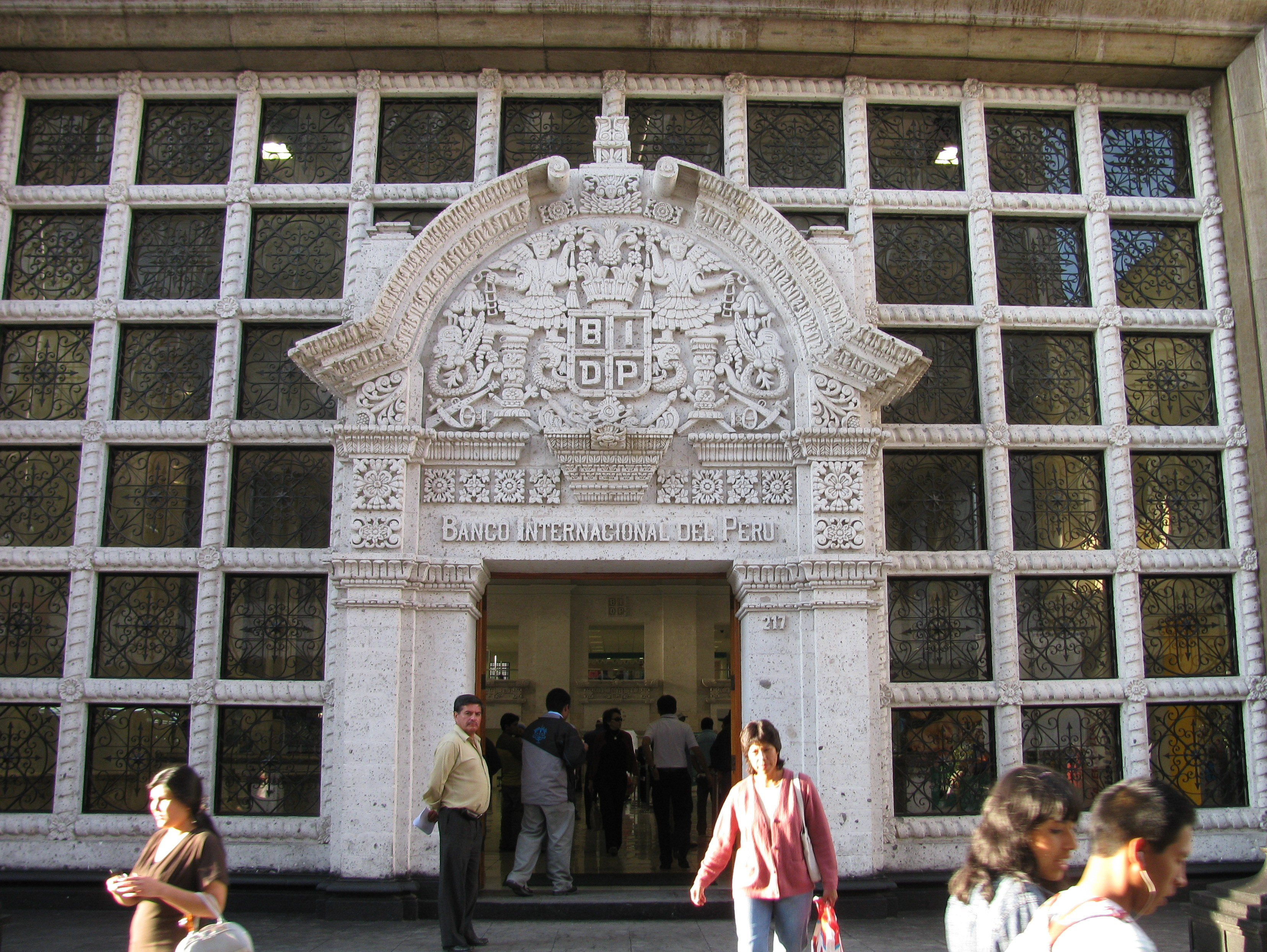
Sede en Arequipa.

Banco Internacional del Perú S.A., bajo la marca comercial Interbank, es un banco peruano, fundado en 1897. Es propiedad del conglomerado Intercorp. De acuerdo con cifras de la Superintendencia de Banca, Seguros y AFP (SBS), para 2024, Interbank era el tercer banco más grande de Perú.

## Historia
El Banco Internacional del Perú fue fundado el 1 de mayo de 1897 con un capital de un millón de dólares de la época. Su primer local se ubicó en la hoy Casa O'Higgins, en el jirón de la Unión, en el centro histórico de Lima. El primer directorio sería presidido por Elías Mujica Carassa (1897) y después por sus hermanos Pedro Pablo (1906) y Manuel Mujica Carassa (1902-1908). En 1934, se abren las oficinas en las ciudades de Chiclayo y Arequipa. Un año más tarde, se les unió las sucursales en Piura y Sullana. Posteriormente, se continúa con la apertura de nuevas oficinas en varias ciudades del país.
Para la década de los 30 y 40, los gerentes fueron Francisco Echenique Bryce, Clímaco Gómez Valdéz y Carlos A. Valdez, siendo subgerente Francisco Bryce Arróspide.
En 1944, la International Petroleum Company (IPC) asumió el control del banco, que en 1967, establece un acuerdo con la Chemical Bank New York Trust.
En 1968, el general Juan Velasco Alvarado asume el poder mediante un golpe de Estado y promulga una ley que establecía que el 75% de las acciones de los bancos debían ser transferidas a inversiones nacionales hasta diciembre de 1969. Esta acción perjudicó a los extranjeros Chemical Bank, Grupo Bunge & Born y W. R. Grace and Company, sociedades que mantenían el 51% de las acciones. Con la compra de las acciones del banco por parte del Banco de la Nación en 1970, Banco Internacional pasa a formar parte de la Banca Asociada del país. En 1980, el Banco Internacional adopta la marca InterBanc.
El 20 de julio de 1994, Carlos Rodríguez-Pastor Mendoza (junto a un grupo de accionistas estadounidenses) compró por $51 millones cerca del 91% de las acciones del banco que fueron inmediatamente transferidas al International Financial Holding (Grupo Interbank), el resto fueron vendidas a algunos trabajadores de la empresa. Ese mismo año, el grupo adquirió un banco off-shore, Interbank Overseas.
En 1997, el grupo Interbank transfirió sus principales activos a la IFH Perú Ltd. (con sede en Bahamas). Ese mismo año, los nuevos dueños deciden cambiar InterBanc por su nombre actual, "Interbank", a la vez que cambio su forma de atención tradicional por una forma más personalizada.
Hasta 2009, Interbank ha conseguido establecer más de 200 agencias (llamadas tiendas financieras) en todo el país y 1250 cajeros automáticos distribuidos por todo el Perú (la red Global Net), y contaba con 1 200 000 clientes minoristas y comerciales. Adicionalmente posee agencias en el interior de los supermercados Vivanda y de los centros comerciales Plaza Vea lo que lo convierte en uno de los bancos más sólidos de Perú. Sin embargo, la empresa se ha enfrentado a reclamaciones de los usuarios y, en 2024, Indecopi la multó por no tomar medidas para procesar dichas quejas.
En el año 2000, se anunció la fusión del Banco Latino.
En 2007, Interbank inauguró una agencia de negocios en Shanghái-China con el fin de facilitar las negociaciones entre chinos y peruanos.
El banco cuenta con una universidad corporativa perteneciente al Grupo Intercorp denominada Universidad Corporativa Interbank, conocida como UCIC. Esta organización brinda servicios de formación a los trabajadores de las empresas del Grupo Intercorp.
Carlos Tori Grande desempeña el cargo de Gerente General (CEO) desde 2024.

### Ataque ransomware y robo de información
El 30 de octubre de 2024, se hizo pública una filtración masiva de datos personales de 3 millones de clientes de Interbank en una base de datos de 3.7 terabytes, la cual fue publicada en un foro especializado en filtraciones informáticas, BreachForums. La base de datos incluye información personal como nombres completos, números de documento nacional de identidad (DNI), direcciones de domicilio, números de teléfono y celular, contraseñas, direcciones emails, números de tarjetas de débito y crédito, códigos CVV de seguridad de las tarjetas y fechas de vencimiento de las mismas, credenciales API internas y credenciales de cuentas corporativas de Microsoft Azure, información de transacciones financieras y de dispositivos electrónicos junto con coordenadas de uso y acceso a cuentas (algunas con verificación biométrica), entre otros contenidos. El atacante anunció que esta base se encontraba en venta a todo comprador que estuviera interesado de acceder a ella para cualquier fin.
De acuerdo con investigaciones realizadas en el tema, el informático a cargo del hackeo (cuyo nombre de usuario en BreachForums es «kzoldyck») realizó un ataque ransomware al banco tras encontrar una vulnerabilidad en su sistema de seguridad un mes antes de la filtración, en setiembre. Este se contactó con la gerencia del banco a través de emails en inglés, para negociar un pago de US$4 millones a cambio de entregar los datos a la institución sin ningún otro perjuicio. De acuerdo con los emails publicados por el propio atacante, el banco se rehusó a pagar pues el precio exigido por el informático era demasiado alto y pedían reducir la cantidad a transferir. Tres semanas después, según el atacante, los directivos del banco dejaron de responderle y comenzaron a insultarlo y dirigirle vulgaridades contra él. Como respuesta, en un email dirigido a las principales figuras de la institución y posteriormente publicado en BreachForums, el hacker amenazó que «se ganaron un enemigo», que el sistema de seguridad de Interbank era un desastre y que sus clientes deberán desafiliarse del banco inmediatamente. Según los emails filtrados, los directivos de Interbank denunciaban que existía un infiltrado dentro de la institución quien habría facilitado al informático adentrarse dentro del sistema de seguridad de la empresa. El informático, por su parte, resaltó que una de las contraseñas usada por Interbank en su sistema era P@$$w0rd («contraseña» en inglés, pero con ciertas letras sustituidas por símbolos alfanuméricos).
Esa misma tarde, los servicios del banco se paralizaron. Se cortó el acceso al aplicativo móvil oficial del banco y los clientes informaban en redes sociales que no podía iniciar sesión ni enviar dinero a través del sistema Plin desde otros bancos a Interbank. Además, el banco restringió la posibilidad de retirar dinero físico de cajeros automáticos. En redes sociales, varios usuarios reportaban que en foros de ciberataques y en canales de Telegram y Whatsapp se estaban publicando capturas de pantalla en donde desconocidos accedían a cuentas bancarias tanto empresariales como personales y revelando transacciones y datos digitales de tarjetas.
Interbank, a través de su director general, reconoció públicamente este hecho y declaró que tenían la situación bajo control. Anunció que los clientes de la institución no estarían bajo ningún tipo de peligro y que se subsanaron las vulnerabilidades en el sistema de seguridad. En respuesta a los hechos, la Superintendencia de Banca, Seguros y AFP (SBS) inició un proceso de investigación contra Interbank para determinar si el banco ha realizado infracciones a la «normativa aplicable» de ciberseguridad.

## Billeteras virtuales
Para la década de 2020 se afilió con Plin, servicio de billetera digital operado en conjunto con BBVA y Scotiabank, que permite interoperar con billeteras Yape. Además, desarrolló la billetera Tunki, que actualmente corresponde al servicio para negocio IzipayYA.